# Ottone I di Salm
Ottone I di Salm (1080 circa – 1150) fu un nobiluomo tedesco, conte sovrano di Salm e, dal 1125 al 1137, fu conte palatino del Reno in co-dominio assieme al figliastro Guglielmo di Ballenstedt.

## Biografia
I genitori di Ottone I erano l'anti-re dei Romani Ermanno di Salm e la moglie, Sofia di Formbach. Attorno al 1115 egli sposò Gertrude, vedova del conte palatino Sigfrido di Ballenstedt, figlia ed erede di Enrico, margravio della Frisia, e di Gertrude di Brunswick; la moglie era inoltre sorella di Richenza di Northeim, moglie dell'imperatore Lotario III.
Ottone fece costruire il castello di Rheineck e, a partire dal 1124 circa, si fece chiamare Ottone di Rheineck, prendendo appunto l'appellativo dal castello. Nel 1140, alla morte del figlio di primo letto della moglie, Guglielmo di Ballenstedt, Ottone reclamò per sé il titolo di conte palatino del Reno; il re dei Romani Corrado III, che era stato eletto nel 1138, decise che il Palatinato era un feudo completo e, pertanto, sarebbe dovuto tornare nelle sue mani, potendolo così cedere al cognato e devoto sostenitore Ermanno di Stahleck.
Nel 1148 Ottone entrò in guerra con l'imperatore. Ottone riuscì a mantenere il castello di Treis fino al 1148, data in cui venne conquistato dall'imperatore che lo consegnò all'Elettore di Treviri. Nel 1151 cadde anche il castello di Rheineck che venne quindi distrutto.

## Famiglia
Ottone sposò Gertrude, figlia di Enrico, margravio di Frisia. Ebbero i seguenti figli:
- Ottone II (1115 circa - 1148/1149), combatté contro Ermanno di Stahleck per riconquistare la contea palatina del Reno e venne preso prigioniero nel 1148; venne successivamente strangolato nel castello di Schönburg, nei pressi di Oberwesel, nel 1148 o 1149;
- Sofia, erede di Bentheim (1115 circa - Gerusalemme, 26 settembre 1176), nel 1135 sposò il conte Teodorico VI d'Olanda (1014 circa - 5 agosto 1157);
- Beatrice, prima del 1140 sposò il conte Wulbrand I di Loccum e Hallermund († 1167).

## Ascendenza
|                           |   |                   | Genitori |  |  | Nonni |  |  | Bisnonni                |  |  | Trisnonni               |  |
|                           |   |                   |          |  |  |       |  |  | Federico di Lussemburgo |  |  | Sigfrido di Lussemburgo |  |
|                           |   |                   |          |  |  |       |  |  | Federico di Lussemburgo |  |  | Sigfrido di Lussemburgo |  |
|                           |   | Edvige di Nordgau |          |  |  |       |  |  | Federico di Lussemburgo |  |  |                         |  |
| Giselberto di Lussemburgo |   |                   |          |  |  |       |  |  | Federico di Lussemburgo |  |  |                         |  |
|                           |   | …                 | …        |  |  |       |  |  |                         |  |  |                         |  |
|                           |   | …                 | …        |  |  |       |  |  |                         |  |  |                         |  |
|                           |   | …                 | …        |  |  |       |  |  |                         |  |  |                         |  |
| Ermanno di Lussemburgo    |   | …                 |          |  |  |       |  |  |                         |  |  |                         |  |
|                           |   | …                 | …        |  |  |       |  |  |                         |  |  |                         |  |
|                           |   | …                 | …        |  |  |       |  |  |                         |  |  |                         |  |
|                           |   | …                 | …        |  |  |       |  |  |                         |  |  |                         |  |
| …                         |   | …                 |          |  |  |       |  |  |                         |  |  |                         |  |
|                           |   | …                 | …        |  |  |       |  |  |                         |  |  |                         |  |
|                           |   | …                 | …        |  |  |       |  |  |                         |  |  |                         |  |
|                           |   | …                 | …        |  |  |       |  |  |                         |  |  |                         |  |
| Ottone I di Salm          |   | …                 |          |  |  |       |  |  |                         |  |  |                         |  |
|                           | … | …                 |          |  |  |       |  |  |                         |  |  |                         |  |
|                           | … | …                 |          |  |  |       |  |  |                         |  |  |                         |  |
|                           | … | …                 |          |  |  |       |  |  |                         |  |  |                         |  |
| …                         | … |                   |          |  |  |       |  |  |                         |  |  |                         |  |
|                           |   | …                 | …        |  |  |       |  |  |                         |  |  |                         |  |
|                           |   | …                 | …        |  |  |       |  |  |                         |  |  |                         |  |
|                           |   | …                 | …        |  |  |       |  |  |                         |  |  |                         |  |
| Sofia di Formbach         |   | …                 |          |  |  |       |  |  |                         |  |  |                         |  |
|                           |   | …                 | …        |  |  |       |  |  |                         |  |  |                         |  |
|                           |   | …                 | …        |  |  |       |  |  |                         |  |  |                         |  |
|                           |   | …                 | …        |  |  |       |  |  |                         |  |  |                         |  |
| …                         |   | …                 |          |  |  |       |  |  |                         |  |  |                         |  |
|                           |   | …                 | …        |  |  |       |  |  |                         |  |  |                         |  |
|                           |   | …                 | …        |  |  |       |  |  |                         |  |  |                         |  |
|                           |   | …                 | …        |  |  |       |  |  |                         |  |  |                         |  |
|                           |   | …                 |          |  |  |       |  |  |                         |  |  |                         |  |